# Heinrich Heitmüller
Heinrich Heitmüller (1801 in Breslau – 2. Januarjul. / 14. Januar 1846greg. in St. Petersburg) war ein deutscher Theaterschauspieler und Opernsänger (Bass).

## Leben
Der Sohn eines Breslauer Kaffeehausbesitzers arbeitete zuerst als Kaufmann, da sein Vater gegen seine Wahl Theaterschauspieler zu werden war. Als Jüngling nahm er als Freiwilliger in einem Jägerregiment an den Befreiungskriegen teil. Nach Beendigung seines Wehrdienstes ging er endlich seinem Wunsch folgend zur Fallerschen Schauspielgesellschaft, mit der er durch Preußisch-Schlesien und Westpreußen reiste.
Von 1822 bis 1824 war er als Bass-Buffo und als Komiker für das Schauspiel in Magdeburg tätig. Danach ging er nach Königsberg, wo er bis zur Auflösung dieses Theaters 1841 blieb. Danach arbeitet er von 1841 bis 1843 am Theater Riga. Im Herbst 1843 wechselte er an das Kaiserliche Hoftheater St. Petersburg. Seine Familie blieb aber in Riga, daher gab er dort auch Gastspiele. 
Er erkrankte an einer Leberentzündung. Am 14. Januar 1846 betrat er schon unwohl zum letzten Mal die Bühne und am 30. Januar 1846 starb er an den Folgen seiner Krankheit.
Hauptrollen in der Oper waren der „Seneschall“ in Jean de Paris von François-Adrien Boieldieu, der „Leporello“ wie auch der „Masetto“ im Don Giovanni, der „Bartolo“ im Barbier von Sevilla und der „van Bett“ in Zar und Zimmermann von Albert Lortzing.
Verheiratet war er mit der Koloratursopranistin und Soubrette Mathilde Kowallick, der Tochter eines böhmischen Komponisten und Organisten. Seine Tochter war die Opernsängerin Elise Heitmüller (1832–nach 1890).